# 博·拜登
约瑟夫·罗比内特·拜登三世（英語：Joseph Robinette Biden III，1969年2月3日—2015年5月30日），通称為博·拜登（Hallie Olivere Biden），是一位美国律师、美國陸軍軍法署軍官、特拉华州民主党政治人物。他于2003年加入特拉华州陆军国民警卫队，后升至少校，还于2008年在伊拉克战争期间作为随军律师到战场服役一年。2007年至2015年，博·拜登任特拉华州总检察长（司法部长），任内为减少儿童性侵犯做出诸多努力。2013年被诊断出患有脑癌，2015年5月30日因脑癌复发逝世，享年46岁。

## 早年生活和家庭
博·拜登于1969年2月3日出生于美国特拉华州威尔明顿，是乔·拜登和首任妻子内莉亚·亨特的长子。他还有一个弟弟亨特和妹妹艾米（Amy）。1972年12月18日，乔·拜登刚成为联邦参议员之后六周，内莉亚带着三个孩子在一次圣诞购物途中遭遇了交通事故，驾驶的汽车被一辆卡车从侧面撞上。内莉亚和当时还是婴儿的艾米在事故中丧生，不满四岁的博和三岁的弟弟亨特当时也在车中，身受重伤但得以幸存。
1975年，乔·拜登与吉尔·雅各布斯相识相恋，博和亨特非常鼓励父亲再婚，劝说他迎娶吉尔，甚至问他“‘我们’什么时候结婚”。1977年6月，乔·拜登与吉尔结为夫妻，博和亨特很快接受了吉尔，把她当作自己的母亲，直接叫她“妈妈”（""），对自己的生母内莉亚则称为“妈咪”（""）。1981年，吉尔产下一个女儿，博和亨特兄弟两人为这个同父异母的妹妹起名阿什莉。
2002年，博·拜登与高中招生顾问哈莉·奥莉薇尔（Hallie Olivere）结为夫妻，二人共同育有一女娜塔丽（Natalie）和一子亨特（Hunter）。

## 事业
博·拜登于1987年毕业于天主教私立高中亞齊米爾学院（Archmere Academy），这里也是他父亲乔·拜登的母校。随后进入宾夕法尼亚大学，1991年从这里获得学士学位。1994年，拜登从父亲曾就读的雪城大学毕业，获得法律博士学位。博·拜登曾在新罕布什尔州康科德为地区法官史蒂文·J·麥考利夫手下作职员。之后的1995年到2004年，博·拜登在美国司法部工作，最初在政策发展办公室就职，主要工作方向是布雷迪手槍暴力防治法、防止对妇女施暴法以及失踪和被剥削儿童的相关议题；1997年至2002年，博·拜登在费城任司法部下属的联邦检察官。2001年，博·拜登曾作为美国政府的特派员之一，在科索沃工作了四个月，帮助当地在战后建立新的刑事司法系统。2004年，博·拜登转而从事私人法律业务，成为特拉华州威尔明顿当地律师事务所的的合伙人，直至2006年当选特拉华州总检察长。2015年1月卸下总检察长一职后，博·拜登又立刻被威尔明顿的律师事务所雇用。

### 军旅生涯
博·拜登于2003年加入特拉华州陆军国民警卫队，同时是美國陸軍軍法署的一员，之后升至少校军衔。2008年10月3日，博·拜登随第261信号旅前往德克萨斯州布利斯堡作短暂训练，随后被派往伊拉克。美军没有透露他在伊拉克期间的驻扎地点，但是表示他在军中的职责是担任随军律师、审判顾问以及执行《統一軍法典》的检察官。此时恰逢他的父亲乔·拜登参加2008年大选活动，乔·拜登也在10月3日当天到出征仪式现场发表了演说。2008年11月，博·拜登所在部队结束了在布利斯堡的训练，奔赴伊拉克战场。
2009年1月，博·拜登获得特别休假从伊拉克战场归国，前往华盛顿特区参加了总统就职典礼和父亲的副总统宣誓就职仪式，之后又回到伊拉克归队。同年7月4日，博·拜登和所在部队一同在美军位于伊拉克的胜利军营获得了乔·拜登的接见。2009年9月，博·拜登结束了在伊拉克的服役，随部队返回美国。乔·拜登也参加了欢迎仪式。之后他又回到特拉华州总检察长的职位上，继续之前的工作。
博·拜登在出发前往伊拉克之前对特拉华州民众称自己在服役期间不会丢下总检察长的工作。他称自己将在这期间与特拉华州的幕僚成员联系，一同处理总检察长的相关事务。但他所在部队的一名成员称他在服役期间暂时搁置了总检察长的工作，专心投入到自己在伊拉克的服役任务中。博·拜登凭借自己在伊拉克的表现获得了一枚铜星勋章和一枚功绩勋章。为博·拜登授予功绩勋章的雷蒙德·奥迪耶诺是他在伊拉克服役期间的总指挥官，他在日后评价博·拜登“拥有那些只在伟大领袖人物身上才能见到的品质”。2012年6月，博·拜登的继母吉尔出版了一本儿童图书《不要忘记，上帝保佑我们的部队》（Don't Forget, God Bless Our Troops），讲述博·拜登在军中服役的生活。博·拜登逝世后，特拉华州为他追授了该州最高的“卓越服务十字勋章”（The Conspicuous Service Cross），以表彰他的“英雄表现、服役期间的卓越功勋和杰出的成就。”

### 政治事业

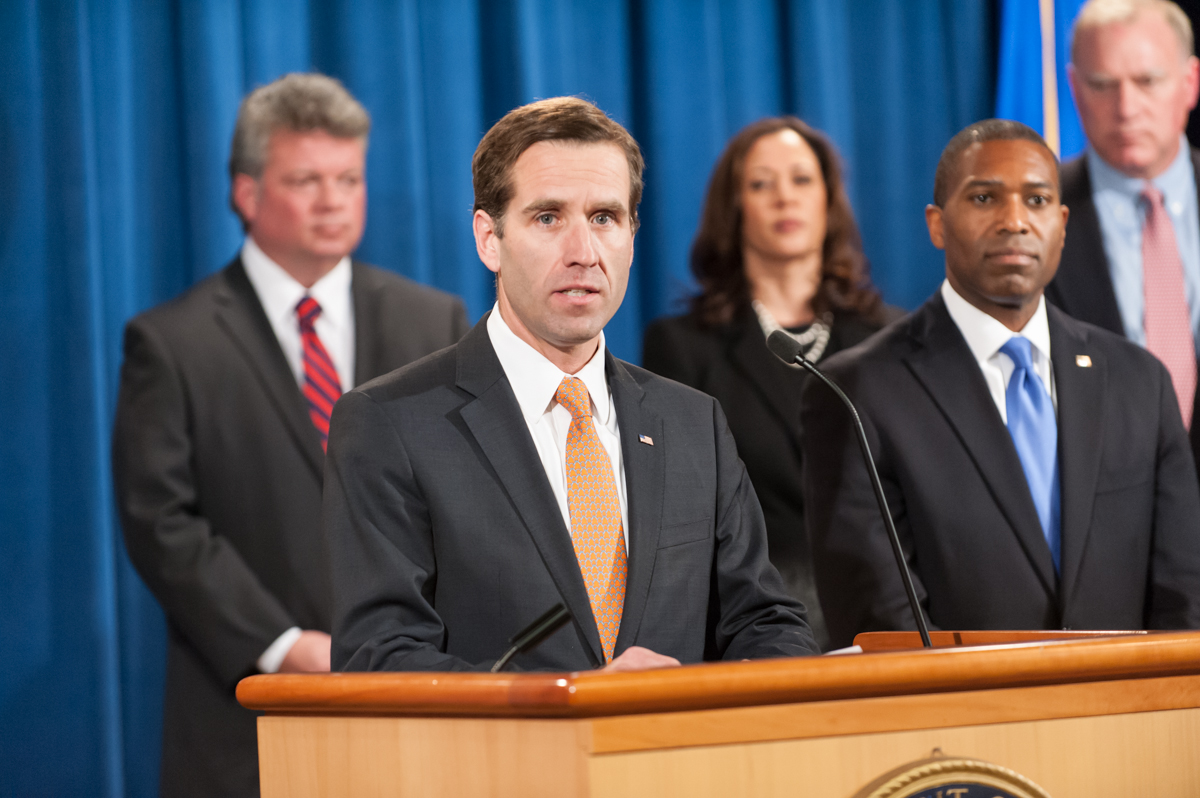
2013年，时任特拉华州总检察长的博·拜登出席美国司法部新闻发布会

2006年，博·拜登首次参加公职竞选，参选特拉华州总检察长（司法部长）一职。博·拜登的竞选对手是前州检察官、联邦助理检察官菲利斯·沃顿（Ferris Wharton）。选举中的主要议题包括两位候选人的资质，针对性侵犯、在线猎手、虐待老人和家庭暴力的措施等。最终博·拜登以52.5%的得票率获得胜利，并于2007年1月就任。
当选后，博·拜登任命特拉华州前总检察长、特拉华州高级法院法官理查德·S·盖比雷恩（Richard S. Gebelein）作为副总检察长（司法部副部长），前联邦助理检察官理查德·G·安德鲁斯（Richard G. Andrews）为州检察官。2010年11月，博·拜登参选谋求连任，以78.9%的得票率获得压倒性胜利，成功连任特拉华州总检察长一职。2014年4月，博·拜登表示将不会继续参选寻求第三个任期，同时表示将在卸任后于2016年参选特拉华州州长，希望能接替任期将满的民主党籍州长杰克·马凯尔。
博·拜登在任期间针对性侵犯，尤其是儿童性侵犯作出了一系列努力。他支持并推动立法，加强了对性侵犯者的惩罚，新法要求性犯罪者向警方注册登记的频率更加频繁，对性犯罪者的限制也更多。2007年，拜登上任第一年就建立了针对儿童性犯罪者的特别工作组“儿童猎手任务组”（Child Predator Task Force），促成警方和检方的合作，利用最新科技追踪在线猎手以及在线儿童色情交易。截至2014年，这一小组已经解决了200宗案件，解救了120名遭受侵犯和虐待的儿童。他在任内还与州议会合作，加强了儿童保护的相关法案，提高儿童色情持有者的最低刑罚，对儿童色情持有者和传播者的处罚更加严厉，对在线猎手也增大了惩罚力度。2013年，博·拜登还建立了“儿童受害人特别组”（Child Victims Unit），直接关注与儿童死亡和生命威胁相关的案件。特拉华州乃至美国历史上最恶劣的儿童性侵罪犯之一，涉嫌对103名儿童实施侵犯的儿科医生厄尔·布拉德利便是在博·拜登任内被起诉，并被判处14个终生监禁加165年徒刑不得假释。
博·拜登的父亲乔·拜登为参加2008年大选而辞去参议员一职后，公众曾一度预计他会参加补选，接替父亲成为特拉华州联邦参议员。乔·拜登则在一篇声明中提到：“……我相信我的儿子……能成为一个出色的美国联邦参议员，正如我也相信他一直是一位出色的总检察长。……博在踏进政治生涯之时就已经明确表示要靠自己获得自己的成功。如果他决定在未来参选参议员，他将靠自己的能力参选获胜。”但2010年1月，厄尔·布拉德利刚被逮捕一个月时，博·拜登表明自己希望能以总检察长的身份专注解决布拉德利案，因此将不参加参议院补选。
| 公职             | 公职     | 公职     | 公职     | 公职         | 公职         | 公职   |
| 职位             | 类型     | 任职地点 | 当选年份 | 任期开始     | 任期结束     | 注释   |
| ---------------- | -------- | -------- | -------- | ------------ | ------------ | ------ |
| 特拉华州总检察长 | 行政职务 | 多佛     | 2006     | 2007年1月2日 | 2011年1月3日 | [ 33 ] |
| 特拉华州总检察长 | 行政职务 | 多佛     | 2010     | 2011年1月3日 | 2015年1月6日 | [ 33 ] |

| 选举结果 | 选举结果         | 选举结果 | 选举结果 | 选举结果          | 选举结果 | 选举结果 | 选举结果 | 选举结果 | 选举结果         | 选举结果       | 选举结果 | 选举结果 |
| -------- | ---------------- | -------- | -------- | ----------------- | -------- | -------- | -------- | -------- | ---------------- | -------------- | -------- | -------- |
| 年份     | 职位             | 选举类型 |          | 候选人            | 党派     | 得票数   | 得票率   |          | 对手             | 党派           | 得票数   | 得票率   |
| 2006     | 特拉华州总检察长 | 普选     |          | 约瑟夫·R·拜登三世 | 民主党   | 133,152  | 52.5%    |          | 菲利斯·沃顿 （Ferris Wharton） | 共和党         | 120,062  | 47.4%    |
| 2010     | 特拉华州总检察长 | 普选     |          | 约瑟夫·R·拜登三世 | 民主党   | 203,931  | 78.9%    |          | 道格·坎贝尔 （Doug Campbell） | 特拉华州独立党 | 54,503   | 21.1%    |

## 患病逝世和纪念

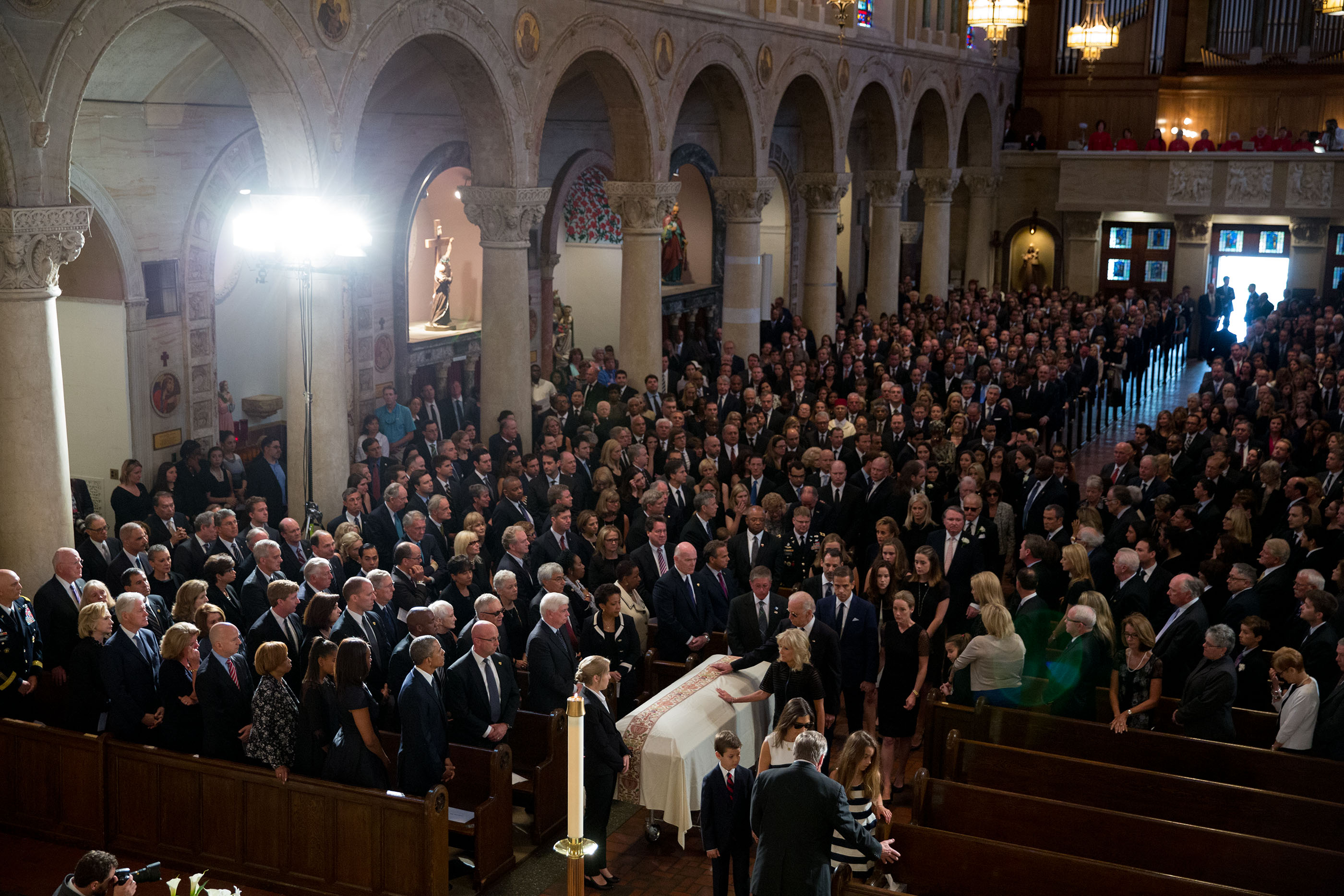
博·拜登的葬礼于2015年6月6日在他的家乡威尔明顿举行，图为葬礼现场乔·拜登和吉尔·拜登触摸棺材告别遗体的瞬间。

博·拜登在人生的最后几年一直在与脑癌作斗争。2010年5月12日，博·拜登因“头痛、肢体麻木和瘫痪”被送往特拉华州纽瓦克的克里斯蒂安娜医院（Christiana Hospital）；官方消息称他出现了“轻微中风”。之后转院至费城的托马斯·杰斐逊大学医院留院观察至5月18日，出院后又回到工作岗位。
2013年8月，博·拜登在长时间的旅程后出现了“虚弱和方向感迷失”的症状，之后辗转芝加哥和费城的多家医院，最终被休斯敦德州大學安德森癌症中心收治，并确诊为脑癌。他接受了手术和常规的放疗、化疗后，一度恢复健康。2015年春季，博·拜登的脑肿瘤复发，进入马里兰州贝塞斯达沃尔特里德国家军事医疗中心治疗，一周后仍宣告不治，于5月30日病逝。他的逝世在全特拉华州甚至全美造成巨大反响，两党政治人物和民众也纷纷表示悲痛悼念。博·拜登也是自约翰·肯尼迪的幼子帕特里克于1963年夭折之后首位逝世的在任美国总统或副总统子女。
2015年6月6日，博·拜登的葬礼在他家乡威尔明顿的圣安多尼天主教堂（St. Anthony's Roman Catholic Church）举行。美国总统贝拉克·奥巴马在家人陪同下出席并致悼词。参加葬礼的还有博·拜登在伊拉克服役期间的指挥官雷蒙德·奥迪耶诺以及他生前喜爱的歌手克里斯·马丁等人。
博·拜登逝世后，特拉华州为他追授了该州最高的“卓越服务十字勋章”（The Conspicuous Service Cross）。而为了感谢拜登任总检察长期间对儿童保护所做的一系列努力，特拉华州创办了以他名字命名的“博·拜登保护儿童基金会”（The Beau Biden Foundation for the Protection of Children）。基金会成立两天内就收到超过600笔捐款，总额超过12.5万美元。2015年11月，特拉华州陆军国民警卫队宣布将把位于纽卡斯尔的总部正式更名为“约瑟夫·R·（博）·拜登三世少校武装部队储备中心”，以示对博·拜登的纪念。
乔·拜登於2020年大选中当选为美国总统。11月7日选举当晚，拜登發表勝選演說并在現場施放煙火慶祝。拜登团队还在现场播放了博·拜登生前最喜爱的酷玩樂團的歌曲《繁星》（A Sky Full of Stars）作为对儿子的纪念。次日上午，拜登回到家乡德拉瓦州威明頓住所附近的教堂參加彌撒，祭奠博·拜登。